# Chris Noth
Chris Noth, właśc. Christopher David Noth (ur. 13 listopada 1954 w Madison) − amerykański aktor, producent filmowy i scenarzysta, dwukrotnie nominowany do Złotego Globu; za rolę w serialu Seks w wielkim mieście (2000) oraz jako Peter Florrick w serialu Żona idealna (2011).

## Życiorys

### Wczesne lata
Urodził się w Madison w stanie Wisconsin jako syn Jeanne Parr, byłej dziennikarki telewizyjnej, i Charlesa Notha, sprzedawcy ubezpieczeń. Dzieciństwo upłynęło mu na podróżach. Gdy rozpoczął naukę w Malboro College w Vermont, gdzie zainteresował się aktorstwem, przez dwa lata mieszkał w zbudowanej własnymi rękami drewnianej chacie. To był pewnego rodzaju protest, gdyż matka chciała, by tak jak ona syn został reporterem. Studiował pod kierunkiem Sanforda Meisnera na wydziale dramatu na Yale School of Drama.

### Kariera
W 1981 zagrał oficera Rona Lipsky’ego w serialu Posterunek przy Hill Street. Rok potem wcielił się w rolę transwestyty w dramacie Susan Seidelman Smithereens (1982), ale sławę przyniosła mu dopiero rola Mike’a Logana w serialu TV Prawo i bezprawie (1990−1995). Od 1998 r. pojawiał się w serialu Seks w wielkim mieście jako Johna „Big”, a za tę rolę zdobył nominację do nagrody Złotego Globu w 2000 i Złotej Satelity w 2003. Zagrał u boku Toma Hanksa w jego produkcji Cast Away: Poza światem (2000) jako Jerry Lovett, DDS.

## Życie prywatne
Spotykał się z Beverly Johnson (1992) i aktorką Winoną Ryder (2000). 6 kwietnia 2012 poślubił o 28 lat młodszą Tarę Lynn Wilson (ur. 25 lutego 1982 w Vancouverze), z którą ma dwóch synów: Oriona Christophera (ur. 18 stycznia 2008) i Keatsa (ur. 2020). Został właścicielem klubu na Manhattanie.

## Filmografia

### Filmy fabularne
- 1981: Kelnerka (Waitress!) jako urzędnik pani Cowley
- 1982: Smithereens jako transwestyta
- 1986: Lustrzane odbicie (Killer in the Mirror, TV) jako Johnny Mathews
- 1986: Rozgrzeszenie (Apology, TV) jako Roy Burnette
- 1986: Marzenie bibliotekarza (Off Beat) jako Ely Wareham Jr.
- 1988: Jakarta jako Falco
- 1993: Nagi w Nowym Jorku (Naked in New York) jako Jason Brett
- 1994: Where Are My Children? (TV) jako Cliff Vernon
- 1997: Efekt meduzy (Medusa's Child, TV) jako Tony DiStefano
- 1999: Pogrzeb w Teksasie (A Texas Funeral) jako Clinton
- 2000: Cast Away: Poza światem (Cast Away) jako Jerry Lovett, DDS
- 2001: The Judge (TV) jako Paul Madriani
- 2001: Dom Glassów (The Glass House) jako wujek Jack
- 2001: Double Whammy jako Chick Dimitri
- 2002: W poszukiwaniu raju (Searching for Paradise) jako Michael De Santis
- 2002: Juliusz Cezar (Julius Caesar, TV) jako Pompejusz
- 2003: This Is Your Country (TV) jako gospodarz
- 2004: Wtyczka (Bad Apple, TV) jako Tozzi
- 2004: Pan 3000 (Mr. 3000) jako Schiembri
- 2005: Idealny facet (The Perfect Man) jako Ben Cooper
- 2008: Seks w wielkim mieście (film) jako John James „Big” Preston
- 2009: Zawsze tylko ty (My One and Only) jako dr Harlan Williams
- 2009: Frame of Mind jako Steve Lynde
- 2010: Liga Sprawiedliwych: Kryzys na dwóch Ziemiach jako Lex Luthor (głos)
- 2010: Seks w wielkim mieście 2 (Sex and the City 2) jako John James „Big” Preston
- 2011: Makowe wzgórze (Kokuriko-zaka kara?) jako Akio Kazama (głos)
- 2012: Frankie Go Boom jako Jack
- 2013: Królowa XXX (Lovelace) jako Anthony Romano
- 2014: Elsa i Fred (Elsa & Fred) jako Jack
- 2015: After the Ball jako Lee Kassell
- 2016: White Girl jako George
- 2016: Chronically Metropolitan jako Christopher

### Seriale TV
- 1981: Posterunek przy Hill Street jako oficer Ron Lipsky
- 1985: Inny świat (A Different World) jako Jimmy
- 1987: At Mother's Request jako Steve Klein
- 1987: Tylko Manhattan (I'll Take Manhattan) jako Fred Knox
- 1987: Baby Boom jako mąż yuppie
- 1989: A Man Called Hawk jako pan Stringer
- 1990−1995: Prawo i bezprawie jako Mike Logan
- 1995: Wydział zabójstw Baltimore (Homicide: Life on the Street) jako detektyw Mike Logan
- 1997: Dotyk anioła (Touched by an Angel) jako Carl Atwater
- 1998–2004: Seks w wielkim mieście jako John „Big”
- 2001: Jordan w akcji (Crossing Jordan) jako agent specjalny FBI Drew Haley
- 2005–2008: Prawo i porządek: Zbrodniczy zamiar jako Mike Logan
- 2009–2016: Żona idealna (The Good Wife) jako Peter Florrick
- 2012: Titanic: Blood and Steel jako J.P. Morgan
- 2016: Tyran (Tyrant) jako generał William Cogswell